# Куватка
Куватка — деревня в Братском районе Иркутской области России. Административный центр и единственный населённый пункт Куватского сельского поселения.

## География
Деревня находится на берегу залива Ия Братского водохранилища, на расстоянии примерно 67 км к юго-востоку от города Братск, административного центра района. Абсолютная высота — 453 м над уровнем моря.

## Население
| 2002 | 2010 | 2011 | 2012 | 2013 | 2014 | 2015 |
| ---- | ---- | ---- | ---- | ---- | ---- | ---- |
| 862  | ↘825 | ↘821 | ↘797 | ↗807 | ↘805 | ↗812 |
| 2016 | 2017 |      |      |      |      |      |
| ↘798 | ↘755 |      |      |      |      |      |

### Половой состав
По данным Всероссийской переписи, в 2010 году численность населения деревни составляла 825 человек (396 мужчин и 429 женщины).

## Улицы
| - ул. Ангарская, - ул. Безымянная, - ул. Бурлова, - ул. Гагарина, - ул. Калинина, | - ул. Лесная, - ул. Молодёжная, - ул. Октябрьская, - пер. Пионерский, - ул. Советская, | - ул. Суворова, - ул. Трактовая, - ул. Фрунзе, - ул. Чкалова. |